# Sexo em público

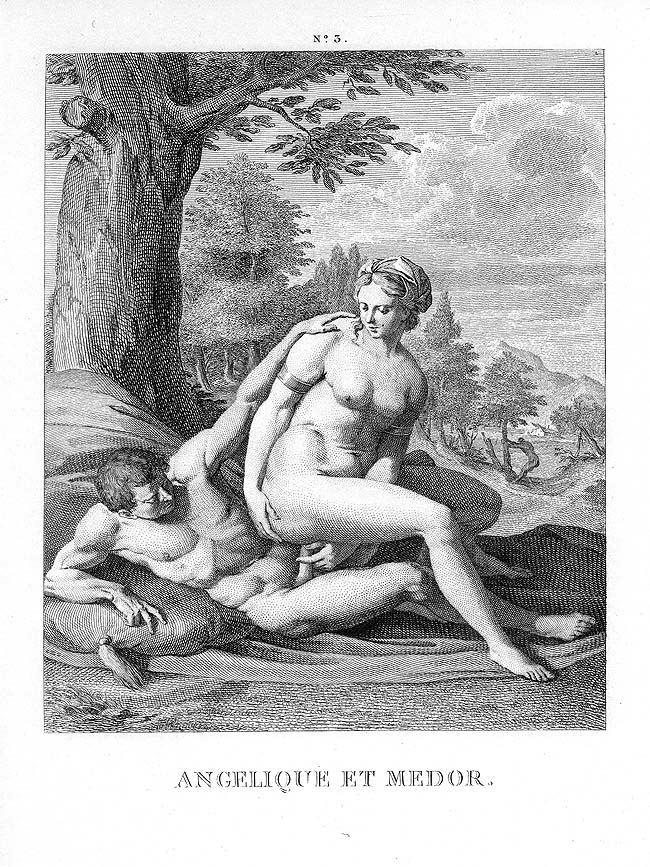
Gravura de Jacques Joseph Coiny, Angelique et Medor. 1798

Sexo em público é a atividade sexual que ocorre em um contexto público. Refere-se a uma ou mais pessoas realizando um ato sexual em um local público ou em um local privado que pode ser visto de um local público.
Esse local privado pode ser um quintal, um celeiro, uma varanda ou um quarto com as cortinas abertas. Sexo em público também inclui atos sexuais em locais semipúblicos onde o público em geral tem entrada livre, como shopping centers. Atos sexuais públicos podem ser realizados em um carro, na praia, na floresta, no teatro, no ônibus, no avião, na rua, no banheiro ou no cemitério, além de outros locais.
De acordo com um grande estudo de 2008, fazer sexo em um local público é uma fantasia comum e um número significativo de casais ou indivíduos já o fez. A fantasia às vezes é retratada na arte ou no cinema.

## Incidência
Na Grécia Antiga, foi registrado que Crates de Tebas, o filósofo cínico, teve relações sexuais com sua esposa Hipárquia de Maroneia, outra filósofa cínica, em público.
Em setembro de 2003, a BBC noticiou uma mania de "dogging" alimentada pela publicidade na Internet. Dogging é uma gíria do inglês britânico para envolvimento em sexo em público, geralmente em um estacionamento ou country park, enquanto outros assistem. Dogging tem aspectos de exibicionismo e voyeurismo.
O sexo em público ao ar livre supostamente ocorre com frequência em parques e praias em Vancouver e San Francisco. De acordo com a revista New York, o sexo em público ocorre com frequência na cidade de Nova York e é uma fantasia comum a muitas pessoas.

## Percepção

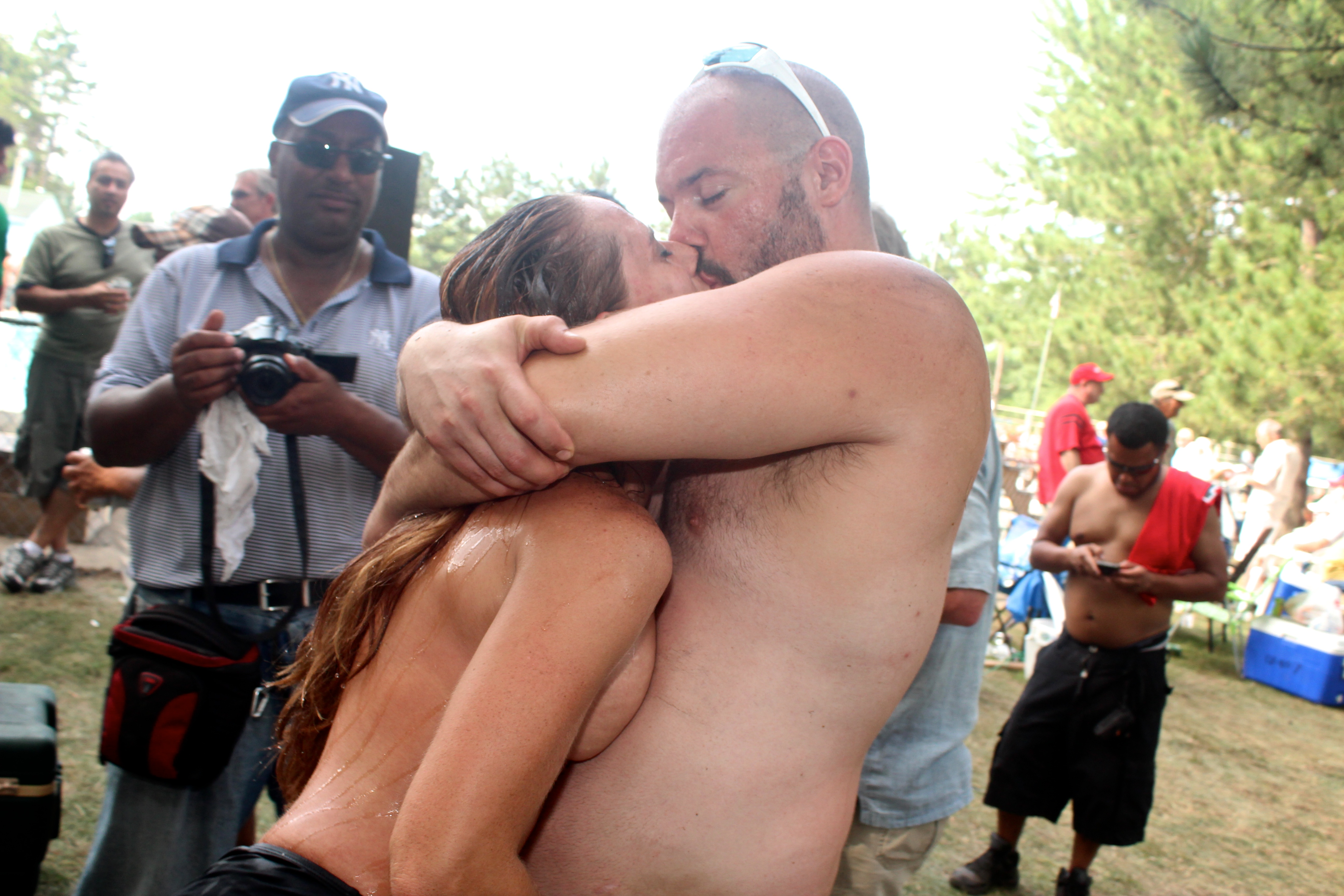
Casal heterossexual praticam afetos físicos semi-nus publicamente enquanto outras pessoas assistem de forma atenta e entretidos. A imagem foi fotografada em evento erótico que aconteceu em 2013 no estado de Indiana nos Estados Unidos da América.

As visões sociais relacionadas ao sexo e sexualidade em público variam muito entre culturas e épocas diferentes. Existem muitas e variadas leis que se aplicam ao sexo em público, que usam uma variedade de termos, como atentado ao pudor, lascívia pública, gross indecency e outros. Em algumas jurisdições, um crime é cometido apenas se os participantes forem vistos por outras pessoas, de modo que um ato sexual pode ocorrer em um cubículo fechado sem que um crime seja cometido.
No Reino Unido, houve um aumento de locais públicos de sexo, possivelmente devido a uma abordagem mais flexível na aplicação das leis relacionadas ao sexo em público desde o início dos anos 1990.